# Randolph Hokanson
Randolph Henning Hokanson (22 de junio de 1915 – 18 de octubre de 2018) fue un pianista estadounidense, profesor emérito de la Universidad de Washington en Seattle. Es recordado por sus grabaciones de piezas de Bach, Schubert, Beethoven, Chopin, Liszt y Mendelssohn, y dio y ofreció más de 100 funciones, incluido el ciclo completo de sonatas de Beethoven.
Hokanson nació en el estado de Washington en junio de 1915 como el quinto de once hijos de una familia de inmigrantes suecos. Comenzó a tocar al piano a los ocho años y, a los quince, comenzó a dar recitales en Seattle y Victoria (Columbia Británica). Después del instituto, estudió en Londres junto a Harold Samuel, Myra Hess y Carl Friedberg y posteriormente tocó como solista junto a Thomas Beecham, Pierre Monteux, Arthur Fiedler, Walter Susskind, Milton Katims, entre otros. Hizo giras por Estados Unidos y Canadá durante ocho años. Fue profesor de la Universidad de Washington desde 1949 hasta 1984. Estuvo dando conciertos hasta los 90 años.
En 2011, se publicaron sus memorias With Head to the Music Bent: A Musician's Story. Se casó con la compositora Dorothy Cadzow desde 1951 hasta la muerte de ésta. Hokanson hizo un último concierto con piezas de Bach, Mozart y Chopin en el Bayview Manor Albertson Hall, Seattle, el 21 de junio de 2015, un día antes de su 100º cumpleaños.